# Maria Katharina Prestel
Maria Katharina Prestel, née Maria Katharina Höll (Nuremberg, 1747 - Londres, 1794) est une graveuse et peintre active à Londres.

## Biographie
Maria Katharina Höll naît le 22 juillet 1747 à Nuremberg (Saint-Empire romain germanique), où elle se forme à l'eau-forte et à l'aquatinte auprès de Johann Gottlieb Prestel. Ils se marient en 1769, ont une fille, Ursula Magdalena Prestel, mais se séparent en 1786.

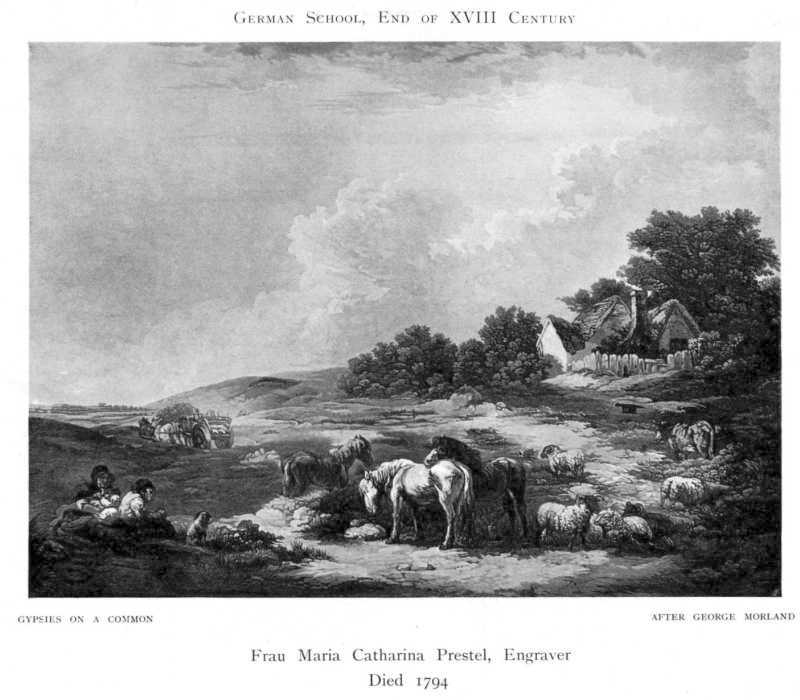
Gypsies on a Common (reproduction du tableau dans le Women Painters of the World, 1905).

Elle part alors s'installer à Londres avec sa fille, où elle travaille pour John Boydell en réalisant des aquatintes. Son tableau Gypsies on a Common (« Gitans sur un terrain communal ») a été inclus dans le livre Women Painters of the World (1905).
La carrière de Prestel à Londres est couronnée de succès : elle produit plus de soixante-treize gravures d'après des œuvres d'artistes allemands, italiens et néerlandais. Elle est reconnue pour ses grandes gravures de paysages à l'aquatinte, dans lesquelles elle reproduit habilement les détails subtils de peintures de paysages romantiques,.
Maria Katharina Prestel meurt dans le Grand Londres le 16 mars 1794.
Apprenant les techniques de gravure et de peinture de sa mère et de son père, la fille de Prestel, Ursula Magdalena, s'installe à Bruxelles pour commencer sa propre carrière d'artiste.